# دهستان سالمی
دهستان سالمی نام دهستانی در بخش خنافره شهرستان شادگان، استان خوزستان در ایران است. براساس سرشماری مرکز آمار ایران در سال ۱۳۸۵، جمعیت آن ۱۵۲۴۵ نفر (۲۵۵۲ خانوار) بوده‌است.